# Son Mas
La possessió de Son Mas, també coneguda com a castell de Son Mas, és una possessió fortificada situada a la vila d'Andratx, a Mallorca. Fou profundament reformada a finals del segle xix perquè tengués aparença de castell palau. De l'any 1998 ençà és la seu de l'Ajuntament d'Andratx.

## Etimologia i situació
La imponent possessió de Son Mas, situada damunt un pujol, controla tota la vall de la vila d'Andratx. Després de la conquesta, aquesta possessió va sorgir de la unió de les alqueries islàmiques de Buendar i Cornuatera (puig Cornador) i confrontava al nord amb el puig Cornador, a l'est amb l'alqueria de Libi (Son Lluís i Son Juvera), al sud amb el torrent de sa Coma Calenta i a l'oest amb la vila d'Andratx. Actualment, la possessió ha estat recuperada com a seu de l'Ajuntament d'Andratx.

## Història
El 1232, el bisbe de Barcelona la cedí a Robert Seriol i fins al segle xvi l'alqueria va ser coneguda com a Son Seriol. Durant el segle xiv es documenta el conreu de la vinya. El 1300 era propietat del seu fill Robert Seriol, també anomenat Robert. Després l'alqueria va passar a Pere Seriol, que l'any 1323 donava en emfiteusi a Bartomeu Cabot un tros de terra de la seva alqueria a cens de 40 sous. L'any següent es donava en emfiteusi a Joan Vila-roja un tros de terra de la seva alqueria per construir unes cases a cens de 2 morabatins. L'any 1324 Pere Seriol feu altres establiments: pel febrer donava en emfiteusi a Jaume Bassa un tros de terra a cens de 30 sous i estipulava que el comprador havia de tancar a la seva costa el tros de terra de paret perquè no hi pogués entrar bestiar gros ni de llana; el juny establia a Bernat Rossell un tros de terra i garriga a cens de 16 sous; pel novembre establia a Arnau Valents un tros de garriga a cens de 20 sous i amb l'obligació de cloure el tros versus l'església, exactament des del puig al camí, perquè no hi pogués entrar bestiar gros. Per les dades que ens donen aquests documents, es dedueix que l'alqueria dels Seriols arribava quasi fins a l'interior de la vila i, per tant, la diferència entre el segle xiv i els temps actuals és mínima. Pel març de 1325, Pere Seriol i la seva muller Caterina venien a Maimó Peris els 60 sous censals que feia per un tros de terra Bartomeu Cabot. Bernat Rossell tenia l'any 1343 un tros de terra de Pere Seriol a cens de 20 sous i, en vista que li resultava "inútil i perjudicial", el restituí.
La possessió successivament passà de pares a fills, dient-se quasi sense interrupció els successors, Pere Seriol. El clan dels Seriols protagonitzà les pàgines més cruels i ignominioses de la història de la vila. La família estigué gairebé sempre implicada en actes violents, assassinats, abusos, extorsions, bregues, robatoris, etc. El 1373, el cap de la família va aconseguir del rei privilegis per a la seva família i el dret a dur armes. L'any següent Pere Seriol i Pere Valls anaren com a ambaixadors de la Part Forana davant el rei per tramitar l'allargament de deutes per a la Part Forana a causa de la fam. El 1388, un membre de la família va ser assassinat als carrers d'Andratx. Mateixa sort va tenir Pere Seriol, que el 1391 fou mort quan es disposava a fer altra vegada d'ambaixador. El pare Joanillo destaca la seva figura com un defensor dels drets dels forans contra els abusos de la corona. El 1401, pertanyia a la propietat la garriga dita la Planeta i l'alqueria tenia com a confrontants un rafal de Joan Piera, el rafal d'Antoni Palmer, un tros de terra de Bernat Palau i un corral d'Antoni Vaca, separat per un camí. El 1414 Pere Seriol fou batle d'Andratx.
L'any 1435, els Seriols deixaren l'alqueria, que passà a la família Pomar. Jaume Pomar fou el primer propietari i després el seu fill Francesc Pomar, que el 1467 canvià l'alqueria per una casa situada a la plaça de Santa Eulàlia de ciutat, que era propietat de Jaume Pasqual. Aquest, l'any 1480 deixà la propietat en herència a Jaumeta, esposa de Guillem Desmàs Sagranada, fill de Joan Desmàs i de Granada de Sagranada. En la documentació no queda clar si Jaumeta era filla, neta o neboda de Jaume Pasqual, però sempre s'indica la seva condició d'hereva. El traspàs de l'alqueria dels Pomar a Jaumeta Pasqual, i d'aquesta per matrimoni a Guillem Desmàs, fou conflictiu. Així ho demostren dos documents de 1506 i 1511, en què es parla del litigi per la propietat de Son Mas entre Guillem Desmàs Sagranada, ciutadà, i la seva muller Jaumeta Pasqual, hereus de Jaume Pasqual, i Francina Pomar i altres hereus de Jaume Pomar. Finalment, el rei Ferran donà la raó als Desmàs.
En aquesta època, comença a aparèixer el topònim Son Mas, nom que conserva en l'actualitat. El 1496 Pere Fuster, d'Andratx, reconeix deure als Desmàs 6 lliures, preu d'una vaca i un vedell. El 1513, Guillem Desmàs estableix a Bartomeu Serralta unes cases dins la vila d'Andratx, pel preu de 26 sous censals anuals. L'hereu de la possessió fou el net del propietari Guillem Joan Desmàs Rul·lan, fill de Jaume Desmàs Pasqual, ciutadà militar, i d'Elisabet Rul·lan, filla d'un ric ciutadà militar solleric. El 1521, no volia pagar els càrrecs o impostos de la vila per la possessió i els jurats l'obligaven a fer-ho. La qüestió entre els jurats de la vila i el senyor de Son Mas es va mantenir sense resoldre durant uns anys. L'any 1524, es casà per primera vegada amb Elisabet Safortesa, viuda d'Agustí de Serralta, senyor de la cavalleria d'Estellencs, i el 1533 es casà en segones núpcies amb Elionor Descatlar, viuda de Gabriel Sunyer i de Joan Danús, ciutadans militars. El seu fill i hereu Jaume Desmàs Safortesa, ciutadà militar, fou un home il·lustrat i humanista. Sota la seva propietat, Son Mas tenia una biblioteca formada per obres com: Esparts o Partes orationis, de Donatus, una sintaxi llatina molt usada a les escoles europees als segles XV i XVI; Setsalms, una edició dels set salms penitencials, anomenats popularment setsalms; Compendium gramatice brevissimum ac utilissimum: thessaurus pauperum, del mallorquí Joan de Pastrana; Col·loquis o Familiarium colloquiarum formulae sive Linguae latinae exercitatio, de Joan Lluís Vives; i Peroto amb Asencii, una edició de Rudimenta Grammaticae, de Niccoló Perotti, seguida de les Instructiones curatorum breves e compendiossime, de Miguel Asensio.
Dit Jaume Desmàs es casà el 1560 amb Elisabet de Torrella, però morí sense fills; per aquest motiu, la successió continuà pel seu oncle Jaume Desmàs Rul·lan. El 1575 era del seu fill Guillem Desmàs, que es casà amb Alfonsa Nadal, però no tingué descendència legítima i per això l'heretat passà al seu germà Francesc Desmàs, que ja la posseïa el 1578. En aquest any, Son Mas fou valorada en 6.500 lliures i feia uns censals que anaven des de les 20 lliures fins als 9 sous. El 2 d'agost, es produí un atac pirata a Andratx encapçalat pel corsari musulmà Barba-rossa. Els habitants del poble es refugiaren a les diferents torres de defensa i a l'església, però no es pogué evitar el saqueig del poble, la ruptura de la creu de l'abeurador i la captura d'una trentena d'andritxols. Durant l'atac, el capità de la vila era el propietari de Son Mas, però en aquells moments no es trobava al poble, i per això quan un grup de moros intentaren saquejar la possessió els seus ocupants es refugiaren a la torre, dita del Sagrament perquè es guardava el sagrari de l'església durant els moments de perill. Quan els moros intentaren obrir la porta de la torre, un en va ser mort amb una fletxa i després la dida de Francesc va llançar un mitjà des de dalt de la torre i va matar un altre moro. Aquest episodi de valentia de la dida va ser plasmat en l'exvot de la Mare de Déu dels Àngels de l'any 1664 que es conserva a l'església de Santa Maria d'Andratx.
Francesc Desmàs, casat amb la pubilla Abdona Vida, hereva de Son Vida, capbrevà la possessió el 1590 i morí el 1604. La seva hereva va ser una filla bastarda, Aina Mas, que estava casada des de 1598 amb el mercader Joan Oliver i que tingué dos fills legítims, Jaume i Guillem Desmàs Vida, ciutadans militars. Guillem Desmàs morí fadrí, mentre que Jaume, casat amb Margalida Doms, fou propietari de Son Mas i testà el 1623. D'aquest matrimoni nasqueren quatre fills: Berenguer, Guillem, Jeroni i Francesc, ciutadans militars. Els tres primers moriren fadrins i Francesc Desmàs Doms fou propietari de Son Mas d'acord amb les disposicions testamentàries del seu germà Jeroni, fetes el 1623. Francesc es casà amb Paula Morlà i morí el 1685. El seu fill i hereu Jaume Desmàs Morlà, donzell, va ser senyor de Son Mas i també de Son Vida, per la mort sense descendència Guillem Desmàs Vida, el qual havia heretat aquesta possessió per motiu del fideïcomís ordenat pel seu oncle Berenguer Vida l'any 1610. Jaume, casat el 1662 amb Jerònia Truiols Font de Roqueta, testà el 1683 sense successió. El 1685 Son Mas era valorà en 9.500 lliures.
Quan el propietari morí el 1716, va reclamar l'herència el seu fill bastard Francesc Desmàs, fill de Francina Buïls, una al·lota de tretze anys de modesta extracció social que tenia segrestada a Son Mas. Aquest Francesc no aconseguí l'herència dels Desmàs i Son Mas passà als seus parents, els Truiols, marquesos de la Torre. El 1749 era de Caterina Gual, viuda i hereva usufructuària de Nicolau Truiols Dameto, marqués de la Torre, i de Ferran, el seu fill hereu propietari des del 3 de desembre de 1739. L'any 1757 Josep de Boixadors Sureda de Santmartí, cavaller de Palma, arrendà la possessió de Son Mas i la tornà a llogar el 1774 pel preu de 15 lliures, 18 sous i 10 diners. Consta que continuà pagant la mateixa quantitat fins a 1785. El 1787 pertanyia a Antoni Badajoz Savell, comte de Savellà i l'any 1789 Jeroni Berard visità Son Mas indicant les característiques de la possessió: "predi gran. Tenia hort i aigua de sínia. És de D. Antoni Badajoz i Savallà de Palma".
A principis del segle xix, Son Mas era de les principals possessions quant a la producció de gra junt a Son Esteve i s'Alqueria i la que més extensió dedicava a ametlers junt amb el Rafal Blanc i Son Esteve. La propietat també era dedicada a olivars, garroverars i vinya. Després del comte de Savellà, passà als comtes de Peralada i tornà a la família Truiol, per testament. L'arxiduc Lluís Salvador fa la següent descripció de Son Mas pocs anys abans de la seva reforma: "Tot d'una al començament d'aquesta vall, tocant a Andratx, sobre una petita elevació a la qual serveixen de rerefons pujols en part rocosos i en part boscosos, hi ha la magnífica casa de possessió de Son Mas, propietat del marqués de Bellpuig (de la Torre), a la qual puja una carretera per damunt d'una petita depressió passant per plantacions d'oliveres i bardisses de figueres de mora. La casa, tot i sense adorns per defora, té quelcom d'antic i pintoresc; a la banda occidental, s'aixeca una torre coberta, quadrada, ennegrida pel temps, que a la banda meridional mostra una finestra d'arc conopial. En el pati es veu una parra, el sostre de la qual és sostingut mitjançant vuit columnes octogonals de mares. Al mig hi ha una cisterna. Davant de l'entrada d'arc rodó, es troba una galeria d'arcs, a la qual puja una escala de 16 escalons. Sobre l'arc del mig, més alt, llueix un escut d'armes amb una casa. Tocant a Son Mas, hi ha cap endarrere un enorme aljub amb dos brocals de pou i una escala exterior. Davant l'entrada hi ha una mena de terrassa, des de la qual d'una banda es té una bella vista sobre l'immediat poble d'Andratx, l'església, les simpàtiques cases i les oliveres que revesteixen les marjades del turó, i de l'altra banda sobre tota la vall d'Andratx en direcció al port, amb el cap de la Mola que sobresurt. En un petit hort al costat de la casa creixen magraners, tarongers i altres arbres fruiters".
A finals de segle, Antoni Mulet Ferragut comprà la possessió als marquesos de la Torre i a partir de 1883 inicià una gran reforma a les cases. El 1932 el propietari era el seu germà Lluís Mulet Ferragut, que va cedir part dels terrenys de la possessió per construir el nou cementiri i un any més tard altres terrenys per ampliar l'escola graduada. Posteriorment, Son Mas passà a la família Ozonas, que explotà les cases, a partir dels anys seixanta, amb l'establiment d'un restaurant i un museu. Al museu s'exposaren un centenar de quadres, entre aquests diversos Ribera, Zurbarán, Lucas Cranach, Tiziano, Tintoretto, Luis de Morales, El Greco i una important col·lecció de ceràmica, monedes, mobles i altres objectes. En aquesta època, gran part dels terrenys que envoltaven la possessió s'edificaren i la possessió fou tancada als anys vuitanta. Finalment, després d'haver ofert la possessió a l'Ajuntament en diferents ocasions i davant la imminent compra per part d'un propietari estranger, el consistori presidit pel batle socialista Matias Terrades Marqués, adquirí el 1991 la propietat per 200 milions de pessetes, afegint 20.000 m2 de terreny a la compra del castell i l'any 1998 establí, després de les reformes pertinents, la seu de la Casa de la Vila.

## Descripció de les cases
En referència a les cases de Son Mas, s'ha de dir que varen canviar a finals del segle xix amb l'esmentada reforma d'Antoni Mulet que, en part, modificà la fesomia de l'estructura arquitectònica. Segons es pot extreure de les descripcions de l'arxiduc i d'una fotografia feta abans de la reforma, l'edifici estava molt malmès i no responia a les exigències arquitectòniques que devia tenir un palau senyorial. Per això, les cases foren reedificades en forma de palau neogòtic. Malauradament, les reformes de finals del segle XX han fet que els espais interiors hagin estat completament modificats per allotjar les oficines de la corporació municipal.
La seva estructura s'organitza al voltant de la clastra central a la qual s'accedeix a través una portalada d'arc de mig punt amb dues torretes laterals. Aquesta és de planta quadrangular i distribueix tres blocs de tres plantes d'alçat, amb les finestres de la planta noble amb guardapols de motllura neogòtica. En la clastra, hi destaca l'escala senyorial que puja a la galeria noble, amb set arcs apuntats. Aquesta porxada acull l'accés principal al que era la casa dels senyors. L'ala de la dreta apareix dominada per la torre de defensa.
Aquest és l'element més destacable de tota la possessió. La seva planta és quadrada i presenta tres plantes d'alçat. Aquesta torre, anomenada torre del Sagrament, data de finals del segle xv, igual que les de Son Jofre i Son Esteve. Abans de la reforma noucentista, presentava espitlleres i matacans a la façana i tenia coberta amb teulada a dos aiguavessos, però després es va eliminar la teulada i es va fer un terrat envoltat de merlets per donar-li més sensació de castell. A la planta baixa, hi ha un portal ogival; al primer pis una finestra coronella i al segon pis tres finestrons rectangulars que es repeteixen al costat nord.
La façana de migjorn presenta cinc arcs apuntats. Davant aquest frontis, s'estén una ampla terrassa definida per una balustrada que al centre mostra una cara enorme que la tradició identifica amb el corsari Barba-rossa, que dirigí una incursió pirata contra el poble d'Andratx el 2 d'agost de 1578. La façana oposada presenta l'antic aljub que, amb la reforma per allotjar l'Ajuntament, va patir modificacions per poder situar la sala de plens del consistori.